# Edegem
Edegem este o comună din regiunea Flandra din Belgia. Suprafața totală a comunei este de 8,65 km². La 1 ianuarie 2008 comuna avea 21.389 locuitori. 
Edegem se învecinează cu comunele Anvers, Mortsel, Hove, Aartselaar și Kontich.
1. ↑  Totale oppervlakte volgens het Kadasterregister, België, gewesten en provincies (în neerlandeză), Algemene Directie Statistiek[*]